# Кастрон
Кастронът е голяма и дълбока кухненска купа - съд с форма приблизителна на полусфера с плоско дъно, без капак и без уши за хващане. Използва се за подготвяне на продукти за готвене или за съхранение и поднасяне на супа, течни храни или обемни зелени салати. Кастронът е направен от порцелан или фаянс. Въпреки общото си предназначение като съд, с добре оформената полусферична форма, с наличието на симетрично разположени релефни профили на стената или оцветяване, шарки и различни цветни елементи, е по-изискан съд за сервиране на храна в сравнение с глинена паница с подобно предназначение.

## Етимология
Терминът идва от френски (на френски: casserole – тенджера) . Във френския език това означава дълбока тенджера от алуминий или мед с уши или дръжка подобна на тези използвани при тиганите. Кастронът, като наименование на порцеланов кухненски съд с такава форма, е разпространен предимно в Северозападна България.